# Entyloma crepidis-rubrae
Entyloma crepidis-rubrae är en svampart som först beskrevs av Jaap, och fick sitt nu gällande namn av Liro 1935. Entyloma crepidis-rubrae ingår i släktet Entyloma och familjen Entylomataceae.   Inga underarter finns listade i Catalogue of Life.